# Gromda
Gromda, także jako Gromda Fight Club – polska organizacja promująca walki bokserskie na gołe pięści (bez rękawic), założona w 2020 roku z siedzibą w Pionkach.

## Zasady[5]
Walki są organizowane na ringu bokserskim o wymiarach 4 × 4 metry, toczące się bez kategorii wagowych, na dystansie 4 rund po 2 minuty z 1 minutową przerwą. Jeśli walka nie zakończy się po 4 rundach to odbędzie się 5 runda tzw. runda dodatkowa bez limitu czasowego, aż do wyłonienia zwycięzcy.
Walka może zakończyć się werdyktem:
- nokautem (KO),
- technicznym nokautem (TKO),
- dyskwalifikacją (DISQ),
- podaniem (RTD).

Zestawianie zawodników do par turniejowych jest losowane najpóźniej na 24 godziny przed datą turnieju. Ceremonię losowania par turniejowych przeprowadza organizator przy udziale Delegata Federacji Gromda.
Podczas każdej z numerowanych gal Gromdy odbywa się turniej, składający się z pierwszej oraz na kolejnej gali z drugiej części, w którym udział bierze ośmiu uczestników. Czterech przegranych odpada z turnieju, a czterech dalszych przechodzi z ćwierćfinału do półfinału. Ostatecznie zostaje dwóch zwycięzców, gdzie spotykają się w finale. Do gali Gromda 9 wygrany turnieju spotykał się w wielkim finale (na innej gali) ze zwycięzcą kolejnej edycji Gromdy (np. wygrani 1 i 2 gali spotkali się na 3 edycji Gromdy). Główną nagrodą za wygranie wielkiego finału było 100.000 zł (sto tysięcy złotych). Od jubileuszowej 10 gali Gromdy organizacja postawiła na tzw. superfighty, czyli walki, które nie toczą się w rozgrywce turniejowej. Zaś turnieje na galach dalej się odbywają, jednak nie są aż tak ważne jak było to na pierwszych galach.

## Historia
Organizacja została założona w 2020 przez Mariusza Grabowskiego, promotora boksu oraz jego syna Marcela Grabowskiego, pełniącego rolę prezesa Gromdy. W projekcie do gali nr 8 uczestniczył także Mateusz Borek. Gromda jest pierwszą w Polsce organizacją formuły boksu na gołe pięści. Na galach Gromdy pojawiali się w studiu takie osobowości jak m.in. Przemysław Saleta, Tomasz Adamek, Artur Szpilka, Maciej Miszkiń czy Popek. Dostęp do wideo transmisji z gal jest dostępny za pomocą systemu pay-per-view (PPV) (Gromda.tv). W lutym 2021 roku w Pionkach, został otwarty klub sportowy Gromda Gym, składający się m.in. z profesjonalnego ringu, siłowni czy przyrządów do treningów. W nowo otwartym klubie oprócz pięściarzy związanych z Gromdą do powrotu na ring przygotowywała się m.in. była Mistrzyni Świata federacji WBO, Ewa Brodnicka.

### Gale
Pierwsza historyczna gala Gromdy odbyła się 6 czerwca 2020 w Warszawie. Na tej edycji odbyło się łącznie 10 pojedynków, w tym 7 turniejowych, 2 rezerwowe oraz 1 był tzw. superfightem. Zwycięzcą turnieju drabinkowego został Krystian „Tyson” Kuźma, pokonując kolejno – Piotra „Capo” Półchłopka, Łukasza „Brodacza” Załuskę oraz w finale Michała „Kickboxera” Bławdziewicza, znanego z kick-boxingu. W superfightcie zawodowy bokser Tomasz „Zadyma” Gromadzki technicznie znokautował w ostatniej, nielimitowanej rundzie – Wiktora „Wicia” Szadkowskiego.
Druga edycja Gromdy została zorganizowana ponownie w Warszawie, dnia 28 sierpnia 2020 roku. Turniej drabinkowy tej gali zwyciężył 2-krotny mistrz świata w kick-boxingu federacji WAKO w formule full contact (kat. 86 kg oraz 91 kg) – Mateusz „Don Diego” Kubiszyn, wygrywając m.in. z Arturem „Chuliganem” Tomalą, Rafałem „Łazarem” Łazarekim oraz w finale eliminując doświadczonego kick-boksera formuły K-1, Dawida „Maximusa” Żółtaszka. Udział w turnieju wziął także czołowy polski zawodnik mieszanych sztuk walki wagi ciężkiej, Łukasz „Punisher” Parobiec (przedstawiany w późniejszych wydarzeniach jako „Goat”), jednak w walce półfinałowej został wyeliminowany przez „Maximusa”.
Walką wieczoru gali Gromda 3, która odbyła się w terminie 11 grudnia 2020, było starcie zwycięzców pierwszej oraz drugiej części turnieju nr "I". Mateusz „Don Diego” Kubiszyn znokautował Krystiana „Tysona” Kuźmę w trzeciej rundzie, dzięki czemu stał się pierwszym w historii zwycięzcą wielkiego turnieju nr "I". Do walki finałowej o pierwszą część turnieju nr "II" weszli m.in. znany z Gromdy 1, Ukrainiec – Wasyl „Vasyl” Hałycz oraz jego rywal walczący na poprzedniej gali – Denis „Bad Boy” Załęcki. Walkę przez TKO w drugiej rundzie zwyciężył „Vasyl”. W powrocie do superfightu zwycięstwo odniósł Tomasz „Zadyma” Gromadzki, pokonując przez RTD (Podanie narożnika) Rafała „Łazara” Łazarka w drugiej odsłonie walki.
Następna gala zatytułowana była nazwą – Gromda 4: Miasto Grzechu, która odbyła się w Pionkach dnia 26 lutego 2021. Drugą część turnieju nr "II" zwyciężył Tomasz „Zadyma”,Gromadzki, eliminując z pola kolejno – Dominika „Domino” Machlika, Daniela „Huntera” Więcławskiego oraz w ostatniej finałowej walce Pawła „Byka” Strzelczyka. Nieudany powrót do ringu Gromdy zaliczył Łukasz „Goat” Parobiec, ulegając przez RTD, 140-kilogramowemu – Bartłomiejowi „Kruszynie” Bielasie, ze względu na brak możliwości kontynuowania walki przez „Goata”. W dwóch pozostałych superfightach zwycięstwa odnieśli Krzysztof „Żołnierz” Ryta oraz Piotr „Capo” Półchłopek.
Piąta edycja odbyła się 7 maja 2021 w Pionkach. Na gali po raz pierwszy odbyło się aż 11 walk, klasyczne 7 turniejowych oraz 4 superfighty. W finale pierwszej części turnieju nr "III" Bartłomiej „Balboa" Domalik technicznie znokautował w drugiej rundzie Patryka „Glebę” Tołkaczewskiego, wcześniej pokonywał m.in. Piotra „Piecie” Samełko czy Mariusza „Mario” Kruczka. Udane powroty w super walkach zaliczyli m.in. Mateusz „Niedźwiedź” Kopeć, Rafał „Łazar” Łazarek, Łukasz „Goat” Parobiec oraz Mateusz „Don Diego” Kubiszyn.
Specjalna edycja gali Gromda Beach odbyła się 6 sierpnia 2021 w Pionkach. Turniej "dodatkowy" tej gali zwyciężył znany z wcześniejszych imprez Gromdy – Łukasz „Brodacz” Załuska, który najpierw odprawił w pierwszej rundzie Piotra „Bubu” Ćwika, po czym w półfinale miał zawalczyć z Norbertem „Lodówą” Rozenbajgierem, jednak były rywal (z gali nr 1) musiał się wycofać z tej walki z powodu kontuzji, w związku z czym „Brodacz” przeszedł do finału tzw. walkowerem, a w ostatnim etapie technicznie znokautował rezerwowego zawodnika – Dawida „Stolare” Stolarskiego. Wcześniej udział w półfinale musiał opuścić także kontuzjowany Krzysztof „Żołnierz” Ryta, który miał zawalczyć w tym etapie z Nikodemem „Nikosiem” Chilewskim. Zwycięstwa w superfightach odnieśli: Mateusz „Niedźwiedź” Kopeć (po pokonaniu Piotra „Harego” Piaskowskiego oraz Damian „Góral” Górski (po pokonaniu Dariusza „Kojota” Rzepińskiego).
Kolejna 6 numerowana Gromda odbyła się 17 września 2021 w Pionkach. Walką wieczoru tej edycji było starcie zwycięzców pierwszej oraz drugiej części turnieju nr "II", m.in. Wasyla „Vasyla” Hałycza oraz Tomasza „Zadymy” Gromadzkiego. Walkę oraz wielki finał tego turnieju zwyciężył w ostatniej rundzie zawodnik z Ukrainy, który konsekwentnie porozbijał twarz popularnego „Zadymy”, w związku z czym do ringu wkroczył lekarz i przerwał to starcie, ze względu na mocne obrażenia. Turniej główny nr "III" drugiej części wygrał Dawid „Maximus” Żółtaszek, po pokonaniu kolejno – Daniela „Japy” Utkowskiego, Arkadiusza „Karabina” Sautera oraz w finale rezerwowego zawodnika Mariusza „Mario” Kruczka. Pierwotnie do walki z „Maximusem” miał przystąpić Mateusz „Świr” Wijas, jednak ten zdecydował wycofać się z finałowej walki, z powodu kontuzji (złamanie ręki).
W walce wieczoru gali Gromda 7, odbytej w terminie 10 grudnia 2021 w Pionkach, a zarazem wielkim finale turnieju nr "III", doszło do konfrontacji Bartłomieja „Balboy" Domalika z Dawidem „Maxiumusem" Żółtaszkiem. To starcie o 100.000,00 zł (sto tysięcy złotych) zwyciężył „Balboa”, trafiając „Maximusa” szybką kombinacją składającą się z prawego i lewego sierpowego, po czym ten padł na deski, a narożnik postanowił poddać swojego zawodnika. Pierwszą część turnieju drabinkowego nr "IV" wygrał zawodnik rezerwowy – Mariusz „Mario” Kruczek, technicznie nokautując w drugiej rundzie Daniela „Huntera" Więcławskiego, który wchodząc do finału był już po dwóch walkach. Początkowo do finału z „Hunterem" miał przystąpić Piotr „Łapa” Łapuć, będący także po dwóch stoczonych walkach, jednak ten musiał wycofać się z finałowej walki z powodu kontuzji. W dwóch superfightach zwycięstwa odnieśli Piotr „Capo” Półchłopek, zwyciężając przez TKO w drugiej rundzie z Krzysztofem „Żołnierzem” Rytą oraz przez RTD (kontuzję rywala) Grzegorz „Małpa” Czerny z Damianem „Góralem” Górskim.
Ósma edycja Gromdy odbyła się 18 marca 2022 w Pionkach. Drugą część turnieju drabinkowego nr "IV" zwyciężył Łukasz „Goat” Parobiec. W pierwszej walce pokonał Tobiasza „Bombiasza" Adriańczyka. W następnej, a zarazem najdłuższej w historii Gromdy batalii, trwającej ponad 22 minuty, zwycięsko wyszedł ze starcia z Adamem „Ziomkiem" Ziomkiem. Ostatecznie w finale Parobiec pokonał Daniela „Huntera" Więcławskiego, wracającego po wygranej w półfinale z Danielem „Japą" Utkowskim. Początkowo „Japa" w tamtym etapie miał zmierzyć się z Piotrem „Capo” Półchłopkiem, jednak ten musiał wycofać się z półfinałowej walki z powodu kontuzji i „Hunter” wszedł na zastępstwo. Zawodnikiem rezerwowym w gotowości zastępstwa prócz Więcławskiego był także Przemysław „Reksio” Rekowski, który jednak nie otrzymał szansy walki na tej edycji. W pierwszym superfighcie podczas tej gali znany z występu dla federacji Genesis – Marcin „Wasyl" Wasilewski technicznie znokautował Patryka „Pele" Bednarza. Druga super walka, mająca status eliminatora do pasa Gromdy, odbyła się pomiędzy Mateuszem „Niedźwiedziem" Kopciem a zwycięskim w ostatniej odsłonie przez RTD Łukaszem „Brodaczem" Załuską. W ostatnim superfighcie błyskawiczny (6 sekund) i ciężki nokaut zaliczył Brazylijczyk, Saulo „Cassius Clay" Cavalar, otrzymując potężny prawy sierpowy na szczękę od Patryka „Gleby” Tołkaczewskiego.
10 czerwca 2022 odbyła się Gromda 9 w Pionkach. W karcie walk odbyło się aż 12 pojedynków. Najważniejszą walką tej imprezy było starcie o międzynarodowy pas mistrzowski Gromdy, pomiędzy – Bartłomiejem „Balboą" Domalikiem, a angielskim zawodnikiem MMA, w tym byłym mistrzem brytyjskiej organizacji BAMMA oraz mistrzem walk na gołe pięści federacji Valor Bare Knuckle – Markiem „The Hand of” Godbeerem. Walkę przez TKO w drugiej rundzie zwyciężył „Balboa”, tym stając się pierwszym w historii międzynarodowym mistrzem Gromdy. Zwycięstwo w wielkim finale turnieju nr "IV" odniósł Łukasz „Goat" Parobiec, pokonując przez TKO w trzeciej odsłonie Mariusza „Mario" Kruczka. Z pierwszej części turnieju drabinkowego nr "V" zwycięsko wyszedł Przemysław „Reksio” Rekowski, pokonując kolejno – Anglika Waina „Rhino” Morgana, Piotra „Łapę" Łapucia oraz w finale Ormianina, Armana „Armana” Amirjana. Dodatkowo w superfightach zwyciężali Patryk „Korcu” Korzec, Remigiusz „Remi” Gruchała, a także w kontrowersyjny sposób zwyciężył Grzegorz „Małpa” Czerny.
Jubileuszowa Gromda 10 odbyła się 2 września 2022 w Pionkach. W głównej walce wieczoru a zarazem eliminatorze półfinałowym do walki o pas mistrzowski Gromdy doszło do konfrontacji Mateusza „Don Diego" Kubiszyna oraz Wasyla „Vasyla” Hałycza. Pojedynek dotrwał do piątej, nielimitowanej czasowo rundy a zwyciężył go po niespełna 9 minutach (8:48) Mateusz Kubiszyn werdyktem RTD (poddanie przez narożnik - wrzucenie ręcznika do ringu). W drugiej części turnieju Gromda nr "V" do finału doszli Patryk „Gleba” Tołkaczewski i Brad „Dalton” Watson. Tołkaczewski zakończył pojedynek już w pierwszej odsłonie przez TKO, zwyciężając ten turniej. Początkowo Arkadiusz „Karabin” Sauter oraz Marcin „Żelo” Żelechowski mieli zmierzyć się w półfinale, jednak obaj zawodnicy z powodu kontuzji wycofali się z rywalizacji. Tym samym starcie „Daltona” z „Glebą” automatycznie przeszło do finału turnieju. Udane powroty w superfightach zaliczyli: Marcin „Wasyl" Wasilewski oraz Mateusz „Niedźwiedź” Kopeć.
Jedenasta edycja Gromdy odbyła się 2 grudnia 2022 w Pionkach. W turnieju głównym nr "VI" w pierwszym półfinale doszło do bośniacko-polskiej walki, w której zmierzyli się; Elmin „Żyleta” Zivcic oraz Maciej „Morela” Moralewski. Pojedynek potrwał dwie rundy, a zwyciężył go przez TKO w drugiej minucie Elmin Zivcic. W drugim półfinale zawodnik z Hiszpanii, Tony „Hiszpan” Oprea znokautował Michała „Ragnara" Chodaczka po minucie i trzech sekundach trzeciej rundy. Niestety finał turnieju nie odbył się z powodu kontuzji „Hiszpana” i federacja Gromda zapewniła przeniesienie go na kolejną 12-stą edycję. W walce wieczoru mającej status eliminatora do finału mistrzów, w którym czeka już Mateusz „Don Diego" Kubiszyn, zmierzyli się Bartłomiej „Balboa" Domalik i Łukasz „Goat" Parobiec. Starcie dotrwało do nielimitowanej czasowo rundy, a zwyciężył je „Balboa" po niespełna półtorej minuty (1:22). Dodatkowo w superfightach zwyciężali Marcin „Wasyl" Wasilewski, Rafał „Łazar" Łazarek i Paweł „Gorilla" Werszynin.
Dwunasta edycja Gromdy, zatytułowana Osiedle lat '90, odbyła się 3 marca 2023 w Pionkach. Turniej główny zwyciężył Niemiec, Dustin „Taeddy” Rabiega, który pokonał kolejno – Karola „Mnicha” Franca, Jarosława „Dynamita” Kuśmierskiego oraz w finale Dominika „Suchego” Sucheckiego. W międzyczasie na gali doszło aż do sześciu superfightów, co aktualnie jest rekordem pod względem walk na gali. Zwycięstwa w nich odnosili: Sebastian „Scarface” Skiermański, Krzysztof „Żołnierz” Ryta, Milanko „Kalashnikov” Puranović, Piotr „Capo” Półchłopek, Przemysław „Reksio” Rekowski oraz Simon „Savage” Henriksen.
Trzynasta Gromda odbyła się 26 maja 2023 w Pionkach. W głównej walce wieczoru doszło do konfrontacji Mateusza „Don Diego" Kubiszyna oraz Bartłomieja „Balboy" Domalika. Mistrzowskie starcie zwyciężył w piątej odsłonie „Don Diego”, stając się pierwszym pełnoprawnym mistrzem Gromdy. Pierwszą część turnieju głównego nr "VII" wygrał Jakub „Słomka" Słomka po pokonaniu kolejno – Macieja „Moreli” Moralewskiego, Artura „Sieniawa" Sieńko i w finale rezerwowego zawodnika – Dawida „Stolarę” Stolarskiego. Zaś w superfightach trumf odnieśli m.in. Łukasz „Goat" Parobiec, Paweł „Gorilla” Werszynin, Rafał „Wazyl” Szczerbiński i Sebastian „Scarface” Skiermański.
Czternasta edycja Gromdy, zatytułowana Prawo ulicy, odbyła się 8 września 2023 w Pionkach. Do finału turnieju zakwalifikowali się Hiszpan, Serey „Basque” Lander oraz doświadczony pięściarz, Michał „Buła” Banbuła. Walka finałowa nie odbyła się na tej gali przez kontuzję obu zawodników. W pięciu superfightach zwyciężali Łukasz „Goat" Parobiec, Sebastian „Scarface” Skiermański, Wasyl „Vasyl” Hałycz, Mariusz „Siwy” Siwiak oraz wchodzący jako rezerwowy zawodnik, Denis „Romuś" Romek.
Pietnasta edycja Gromdy, zatytowana Podziemny krąg, odbyła się 1 grudnia 2023 w Pionkach. W walce wieczoru Mateusz „Don Diego" Kubiszyn obronił tytuł mistrzowski, pokonując Łukasza „Goata” Parobca. Turniej gali zwyciężył Jakub „Joker" Szmajda, który pokonał Patryka „Ghosta” Jantę oraz w finale Dominika „Golcusia” Owsianego. Debiut w organizacji zaliczył raper Popek, który przegrał z Francuzem, Maxime „Orsu Corsu" Bellamym. W pozostałych superfightach zwyciężali: Bartłomiej „Balboa" Domalik, Jakub „Słomka" Słomka, Mariusz „Mario" Kruczek, Paweł „Gorilla” Werszynin oraz Artur „Arczi” Chmielewski.
Szesnasta gala Gromdy pt. W imię zasad, odbyła się 1 marca 2024 w Pionkach. Turniej główny wygrał Artur „Bicek" Kubiak, który w finale pokonał Dominika „Suchego” Sucheckiego. Na gali doszło też do przeniesionego z gali Gromda 14 pojedynku finałowego, który wygrał Michał „Buła” Banbuła z Sereyem „Basque” Landerem. W pozostałych starciach zwycięstwa odnieśli: Damian „Kiwi” Kiwior, Dominik „Domino” Machlik, Mariusz „Mario” Kruczek, Sebastian „Scarface” Skiermański oraz Jakub „Joker" Szmajda.
Siedemnasta gala Gromdy, pt. Vabank, odbyła się 31 maja 2024 w Pionkach. W walce wieczoru Mateusz „Don Diego” Kubiszyn pokonał po raz drugi Bartłomieja „Balboę” Domalika i obronił pas. Po raz pierwszy turniej główny został zorganizowany w kategorii do 80 kg. Wygrał go wywodzący się z MMA, Michał „Hiru" Hir. W sześciu superfightach triumfowali: Grzegorz „Fizol" Siwy, Jakub „Słomka" Słomka, Piotr „Capo” Półchłopek, Maciej „Luta" Grzegorzewski, Wojciech „Szakal" Skorupa oraz Dariusz „Destro" Sobczak.
Osiemnasta edycja Gromdy, zatytowana Królowie ulicy, odbyła się 6 września 2024 w Pionkach. W walce wieczoru, a zarazem walce eliminacyjnej do pasa Gromdy, Jakub „Joker" Szmajda pokonał Sebastian „Scarface'a” Skiermańskiego, wywalczając sobie prawo do walki z mistrzem Mateuszem „Don Diego” Kubiszynem. Turniej główny po trzech walkach zwyciężył Daniel „Piasek" Piaskowski, który pokonywał m.in. Łukasza „Ruszkiego” Ruszkiewicza, Damiana „Raging Bulla” Gójskiego oraz w finale Pawła „Liska" Lisieckiego. W pięciu supefightach wygrywali: Łukasz „Goat" Parobiec, Kamil „Wiking" Janik, Artur „Bicek" Kubiak, Maciej „Luta" Grzegorzewski oraz Damian „Kiwi” Kiwior.
Dziewiętnasta edycja Gromdy, pt. Porachunki odbyła się 13 grudnia 2024 w Pionkach. W walce wieczoru ponownie znalazł się Jakub „Joker" Szmajda, który przegrał w drugiej walce eliminacyjnej z Jakubem „Słomką" Słomką. Turniej główny po trzech pojedynkach zwyciężył wracający po 3 latach przerwy, Patryk „Chacia” Chacia. Na gali doszło też do trzech superfightów, w których na ścieżki zwycięstw powrócili m.in. Bartłomiej „Balboa" Domalik, Sebastian „Scarface” Skiermański oraz Wasyl „Vasyl” Hałycz.

### Pas mistrzowski
Międzynarodowy
29 sierpnia 2021 federacja za pośrednictwem mediów społecznościowych ogłosiła mistrzowski turniej o pas Gromdy tzw. Finał finałów, w którym podczas dziesiątej jubileuszowej gali mieli udział wziąć zwycięzcy I, II, III i IV edycji wielkich finałów. Ostatecznie plany federacji się zmieniły i podczas gali nr 9 w walce wieczoru o pas mistrzowski międzynarodowy Gromdy zawalczyli; Bartłomiej „Balboa" Domalik oraz Mark „The Hand of” Godbeer. Domalik zwyciężył i stał się pierwszym i jak dotąd jedynym w historii mistrzem Gromdy międzynarodowym. Pas międzynarodowy został zwakowany przez Domalika w wyniku braku obrony przez pół roku.
Pełnoprawny (ogólny)
12 sierpnia 2022 Gromda ogłosiła oficjalne eliminatory półfinałowe (w dwóch pojedynkach) do walki o pas mistrzowski Gromdy. Ogłoszonymi zawodnikami byli zwycięzcy wielkich finałów turniejów Gromda, m.in. Mateusz „Don Diego” Kubiszyn, Wasyl „Vasyl” Hałycz, Bartłomiej „Balboa" Domalik oraz Łukasz „Goat” Parobiec. Podczas gali Gromda 10 Kubiszyn pokonał Hałycza, przechodząc do finału, a na Gromdzie 11 Domalik zwyciężył z Parobcem, dzięki czemu awansowało do przyszłej walki o tytuł z Kubiszynem. Na Gromda 13 Kubiszyn pokonał Domalika i stał się pierwszym pełnoprawnym mistrzem. Kubiszyn obronił tytuł w walce rewanżowej z Domalikiem.

## Mistrzowie Gromdy
Międzynarodowy mistrz Gromdy
| Nr    | Mistrz                                                             | Od                         | Do   | Obrony tytułu |
| ----- | ------------------------------------------------------------------ | -------------------------- | ---- | --- |
| 1.    | Bartłomiej „Balboa” Domalik (pokonał Marka „The Hand of” Godbeera) | 10 czerwca 2022 (Gromda 9) | 2024 | |
| Wakat | Wakat                                                              |                            |      | Podczas studia gali Gromda 18 Mariusz Grabowski poinformował, że pas międzynarodowy został zwakowany. Powodem tej decycji miał być brak obrony tytułu Domalika przez pół roku. |

Mistrz Gromdy
| Nr | Mistrz                                                               | Od                       | Do       | Obrony tytułu |
| -- | -------------------------------------------------------------------- | ------------------------ | -------- | --- |
| 1. | Mateusz „Don Diego” Kubiszyn (pokonał Bartłomieja „Balboe” Domalika) | 26 maja 2023 (Gromda 13) | aktualny | - pokonał Łukasza „Goat'a” Parobca 1 grudnia 2023 (Gromda 15) - pokonał Bartłomieja „Balboę” Domalika 31 maja 2024 (Gromda 17) - pokonał Jakuba „Słomkę” Słomkę 7 marca 2025 (Gromda 20) |

## Ranking Gromdy
Ranking przedstawiający TOP 10 Gromdziarzy. Stan aktualny na 14 lipca 2025.
| Msc. | Gromdziarz            | Pseudonim   | Rekord |
| ---- | --------------------- | ----------- | ------ |
| C    | Mateusz Kubiszyn      | „Don Diego" | 10-0   |
| 1    | Bartłomiej Domalik    | „Balboa"    | 9-2    |
| 2    | Jakub Słomka          | „Słomka"    | 6-1    |
| 3    | Sebastian Skiermański | „Scarface"  | 8-2    |
| 4    | Łukasz Parobiec       | „Goat"      | 10-4   |
| 5    | Jakub Szmajda         | „Joker"     | 5-1    |
| 6    | Paweł Werszynin       | „Gorilla"   | 3-2    |
| 7    | Wasyl Hałycz          | „Vasyl"     | 7-4    |
| 8    | Grzegorz Siwy         | „Fizol”     | 2-1    |
| 9    | Daniel Piaskowski     | „Piasek”    | 5-1    |
| 10   | Patryk Chacia         | „Chacia”    | 4-1    |

### Ranking Nitro
| Msc. | Gromdziarz           | Pseudonim | Rekord |
| ---- | -------------------- | --------- | ------ |
| 1    | Maciej Grzegorzewski | „Luta"    | 3-0    |
| 2    | Damian Kiwior        | „Kiwi”    | 3-0    |
| 3    | Dominik Suchecki     | „Suchy”   | 3-2    |
| 4    | Mateusz Ziomek       | „Ziomuś"  | 1-0    |
| 5    | Michał Hir           | „Hiru"    | 2-0    |
| 6    | Mikołaj Prabucki     | „Majk"    | 1-1    |
| 7    | Simon Henriksen      | „Savage”  | 1-1    |
| 8    | Błażej Bahar         | „Bambo"   | 1-2    |
| 9    | Michel Dietze        | „Rostock" | 1-1    |
| 10   | Szymon Tylka         | „Cycuś"   | 1-1    |

Legenda:
- C – mistrz

## Skład
| Członkowie             | Funkcja                                               | Dawni Członkowie                |
| ---------------------- | ----------------------------------------------------- | ------------------------------- |
| Mariusz Grabowski      | Właściciel                                            | Mateusz Borek (współwłaściciel) |
| Marcel Grabowski       | Prezes                                                | –                               |
| Piotr Dzięcielski      | Ring announcer                                        | Edward Durda                    |
| Janusz Pindera         | Komentatorzy                                          | –                               |
| Maciej Turski          | Komentatorzy                                          | –                               |
| Daniel Austin          | Komentator angielski                                  |                                 |
| Michał Tuszyński       | Prowadzący studio                                     | Mateusz Borek                   |
| Piotr Dzięcielski      | Prowadzący losowanie zestawień oraz ceremonie ważenia | Mateusz Borek                   |
| Maciej Turski          | Prowadzący losowanie zestawień oraz ceremonie ważenia | –                               |
| Maciej Turski          | Wywiady po walkach                                    | –                               |
| Mariusz Konieczyński   | Superwizor                                            | –                               |
| Artur „Szpila” Szpilka | Twarze promujące                                      | Paweł „Popek” Mikołajuw         |
| Tomasz „Góral” Adamek  | Twarze promujące                                      | Paweł „Popek” Mikołajuw         |